# Arquidiocese de Denver
A Arquidiocese de Denver é uma circunscrição eclesiástica da Igreja Católica sediada em Denver, capital do Colorado, nos Estados Unidos. Abrange, além de Denver, os condados de Adams, Arapahoe, Boulder, Broomfield, Jefferson, Larimer, Logan e Weld.  Foi criada em 1887 a partir da elevação do Vicariato Apostólico do Colorado pelo Papa Leão XIII e foi elevada a arquidiocese em 1941. Seu atual arcebispo metropolita é Samuel Joseph Aquila que governa a arquidiocese desde 2012 e sua sé episcopal é a Catedral-Basílica da Imaculada Conceição. 
Possui 119 paróquias assistidas por 306 padres e cerca de 16,4% da população jurisdicionada é batizada.

## História
A história da Igreja Católica no Colorado se iniciou com a fundação de uma missão em 1706.  Na época, o território do Colorado estava sob a jurisdição da Diocese de Santa Fe (hoje Arquidiocese).  Em 1868 foi erigido o vicariato apostólico de Colorado e Utah, criado a partir do desmembramento de territórios das Diocese de Santa Fe e Grass Valley. Em 1870, o nome foi alterado para Vicariato Apostólico de Colorado e o território de Utah passou para a jurisdição da Arquidiocese de San Francisco. O Vicariato foi elevado a diocese em 16 de agosto de 1887 e abrangia todo o estado do Colorado e o padre francês Joseph Projectus Machebeuf, o então Vigário Apostólico, se tornou o primeiro bispo.  
Em 15 de novembro de 1941, foi feita a primeira divisão para formar a Diocese de Pueblo. Simultaneamente a Diocese de Denver foi elevada ao status de arquidiocese metropolitana. Em 10 de novembro de 1983, a Arquidiocese de Denver cedeu parte de seu território para a formação da Diocese de Colorado Springs. 

## Prelados
| #                 | Nome                              | Período    | Notas                                                    |
| Arcebispos        | Arcebispos                        | Arcebispos | Arcebispos                                               |
| ----------------- | --------------------------------- | ---------- | -------------------------------------------------------- |
| 5º                | Samuel Joseph Aquila              | 2012-atual |                                                          |
| 4º                | Charles Joseph Chaput, O.F.M.Cap. | 1997-2011  | Nomeado Arcebispo de Filadélfia                          |
| 3º                | James Francis Stafford            | 1986-1996  | Nomeado Presidente do Pontifício Conselho para os Leigos |
| 2º                | James Vincent Casey               | 1967-1986  |                                                          |
| 1º                | Urban John Vehr                   | 1941-1967  |                                                          |
| Bispos-auxiliares |                                   |            |                                                          |
|                   | Jorge Humberto Rodríguez-Novelo   | 2016-atual |                                                          |
|                   | James Douglas Conley              | 2008-2012  | Nomeado Bispo de Lincoln                                 |
|                   | José Horacio Gómez                | 2001-2005  | Nomeado Arcebispo de San Antonio                         |
|                   | Richard Hanifen                   | 1974-1984  | Nomeado Bispo de Colorado Springs                        |
|                   | George Evans                      | 1969-1985  |                                                          |
|                   | David M. Maloney                  | 1961-1967  |                                                          |
| Bispo             |                                   |            |                                                          |
| 4º                | Urban John Vehr                   | 1931-1941  |                                                          |
| 3º                | John Henry Tihen                  | 1917-1931  |                                                          |
| 2º                | Nicholas Crisóstomo Matz          | 1889-1917  |                                                          |
| 1º                | Joseph Projectus Machebeuf        | 1868-1889  |                                                          |
| Bispo-coadjutor   |                                   |            |                                                          |
|                   | Nicholas Crisóstomo Matz          | 1887-1889  |                                                          |